# 青い海の伝説
『青い海の伝説』（あおいうみのでんせつ、朝: 푸른 바다의 전설）は、韓国のテレビドラマ。2016年にSBSで放送された。主演はイ・ミンホ、チョン・ジヒョン。
本作で、イ・ミンホは初の一人二役だった。日本放送版では、一部のシーンが反日だとして、カットされた。
17世紀はじめの柳夢寅『於于野譚』に見える人魚のエピソードを元にしているが、人魚の描写は原文とは大きく異なっている。

## あらすじ
1598年8月、江原道。新任県令のタムリョンはヤン氏の旅館を訪れた際、生け捕りにされた美しい人魚と出会う。人魚を哀れんだタムリョンは、ヤン氏の罪を口実に人魚を海に逃がす。それから時は流れて現代のソウル。そこには詐欺師として生きるジュンジェの姿があった。

## キャスト

### 主要人物
ホ・ジュンジェ
演：イ・ミンホ（一人二役）、声：高橋広樹
天才詐欺師。全てが完璧だと周りから思われているが、実は父から母と共に捨てられたという過去を持つ。休暇で訪れたスペインである女性と出会ったが、記憶を忘れたまま、帰国。その後、ソウルでその女性（シムチョン）と再会。
キム・タムリョン（金聃齢）
演：イ・ミンホ（一人二役）、声：高橋広樹
朝鮮時代の官僚。ヤン氏に囚われた人魚セファを救い、海へと逃した。
シムチョン
演：チョン・ジヒョン（一人二役）、声：小林沙苗
事故で陸に迷い込んだ人魚。食料を求めに、スペインでホテルの部屋でジュンジェと出会い、行動を共に。しかし、ジュンジェは帰国してしまう。再会するためにソウルまで泳いできた。
セファ
演：チョン・ジヒョン（一人二役）、声：小林沙苗
嵐に巻き込まれ、海岸に迷い込んだ先でヤン氏に囚われた。しかし、タムリョンに救われる。
チョ・ナムドゥ
演：イ・ヒジュン、声：山本兼平
ジュンジェの詐欺師仲間。ジュンジェの家に居候している。ジュンジェを詐欺師の道へ導いた人物。
テオ
演：シン・ウォンホ（CROSS GENE）、声：江越彬紀
ジュンジェの詐欺師仲間。ジュンジェに詐欺師の道に誘われた。
マ・デヨン
演：ソン・ドンイル（一人二役）、声：野川雅史
指名手配されている殺人犯。ソヒから信頼されている。ジュンジェとは前世から因縁。
ヤン氏
演：ソン・ドンイル（一人二役）、声：野川雅史
財産を得るためにセファを捕らえたが、タムリョンによって、逃されてしまう。

### ジュンジェの家族
ホ・イルジュン
演：チェ・ジョンウ、声：吉富英治
ジュンジェの父。不動産会社社長。
カン・ソヒ
演：ファン・シネ、声：渡辺ゆかり
ジュンジェの継母。財産目的でイルジュンに接近、ジュンジェを追い出す。
ホ・チヒョン
演：イ・ジフン、声：江越彬紀
ジュンジェの義兄。ジュンジェに対して、冷たく当たる。
モ・ユラン
演：ナ・ヨンヒ、声：寺依沙織
ジュンジェの母。ジンジュの家で家政婦をしている。

### チャ家
チャ・シア
演：シン・ヘソン、声：森なな子
ジュンジェに片思いする文化財研究員。シムチョンに嫉妬する。
アン・ジンジュ
演：ムン・ソリ、声：清水はる香
シアの義姉。ユランを家政婦として雇う。